# Mala Loka pri Višnji Gori
Mala Loka pri Višnji Gori is een plaats in Slovenië en maakt deel uit van de gemeente Grosuplje in de NUTS-3-regio Osrednjeslovenska. De plaats telde 35 inwoners op 1 januari 2020.